# Iglesia de San Cosme y San Damián (Burgos)
La iglesia de San Cosme y San Damián es un templo parroquial de culto católico de la ciudad española de Burgos, en comunidad autónoma de Castilla y León, de cuya construcción hay ya noticias en el siglo xiii, de la que conserva su estructura fundamental, y que sufre una seria reforma en el siglo xvi a caballo entre el gótico y el renacimiento. Posee mobiliario de interés y destaca por ser lugar de enterramiento de destacados artistas burgaleses de la época.

## Historia
Los datos históricos de este templo son escasos; en la Bula papal de Alejandro III remitida al obispo de Burgos en 1163, no se cita como parroquia adscrita a la silla episcopal, a pesar de que la tradición dice que en ella se bautizó en 1128 a San Julián, que llegó a ser obispo de Cuenca (FLOREZ, 1983).
Las primeras noticias de su existencia se remontan al siglo xiii, en concreto a documento del 13 de enero de 1295, referente a la venta de unas casas en el barrio de Vega, donde el vendedor, don Pedro Fernández, aparece denominado como “clerigo de Sant Cosme Damian de Burgos”. De estas mismas fechas dataría la fábrica inicial del templo, siendo su arquitecto el mismo que dirigió la obra de la catedral gótica de Santa María, datación avalada por el estilo arquitectónico de las naves a lo que habría que unir que el siglo xiii supone el despegue del barrio de la Vega.
En el siglo xvi su estructura y disposición interna se renueva y Juan Vallejo reconstruye la portada norte. Del s.xvi son también los dos tramos delanteros en las naves laterales, que fueron añadidos a la primitiva fábrica, como lo pone de manifiesto 'la lectura de paramentos externos de estas zonas; Esta nueva fábrica se realiza sobre "los terrenos comprados en 1537 por el arcediano de Lara. Por su parte, la torre-campanario se eleva sobre el tramo inferior de las naves y data del año 1621, cuya obra fue ejecutada por el maestro Gabriel de Cotero.
En cuanto al área sepulcral, gracias a un contrato de venta de tierras por parte de la Cofradía de San Cosme a favor de don Diego de Bernuy para la edificación del Hospital de la Concepción, se tiene constancia de la existencia en el siglo xvi de un cementerio exterior al templo y anexo a su fachada Este o Sur.

## Descripción

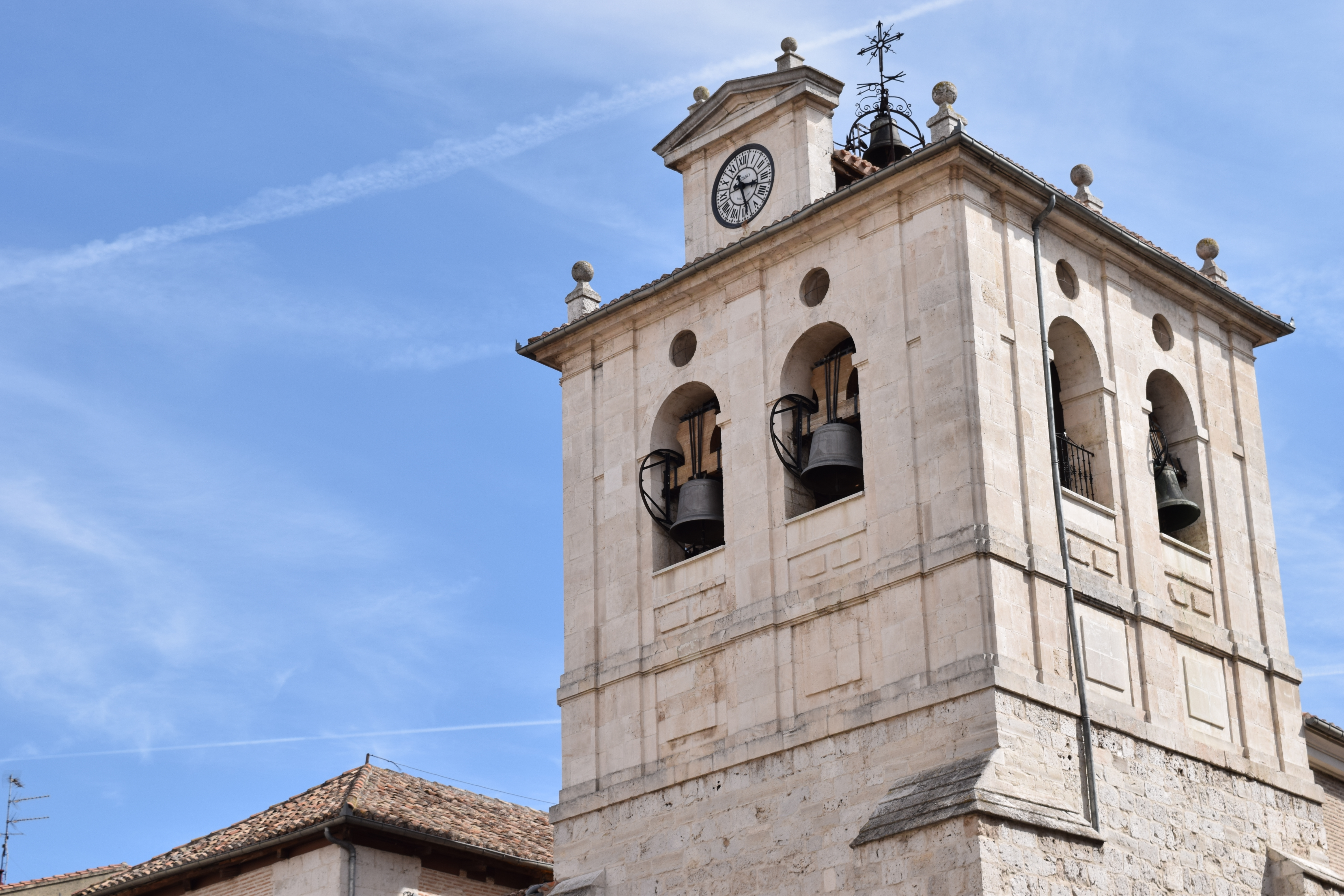
Campanario elevado en el

Se trata de una iglesia extramuros, erigida en la zona meridional de la ciudad, en la margen izquierda del río Arlanzón, de tres naves separadas por arcos apuntados, divididas en cinco tramos, con un crucero poco destacado en planta pero sí en alzado, que hoy ocupa el segundo tramo del templo por adición en el siglo xvi, de un tramo delantero previo a la capilla Mayor. La nave central es ligeramente más alta y el doble de ancha que las laterales y la cabecera es poligonal y muy pronunciada en profundidad. Cuenta con bóvedas de crucería, a excepción del tramo central del crucero con bóveda octopartita y la cabecera que con bóveda estrellada.
Se accede por el tramo inferior de la nave septentrional a través de una portada plateresca de 1552, obra de Juan de Vallejo, consistente en un arco triunfal de medio punto con medallones de San Juan Bautista y San Juan Evangelista en las enjutas y finas columnas con el tercio inferior tallado. Corona la portada una caja con el Calvario, rematada por la figura de Dios Padre y flanqueada por esculturas de los santos Cosme y Damián, sobre dos hornacinas. La sobria y maciza torre de la iglesia, de estilo barroco clasicista, fue encargada en 1621 al maestro Gabriel de Cotero. El espacio interior ser articula con tres naves separadas por arcos apuntados y cubiertas por bóvedas típicas del XVI, con terceletes y combados.

## Mobiliario
El Retablo Mayor es un vistoso conjunto barroco, dorado y policromado, realizado entre 1663 y 1675 por Policarpo de la Nestosa. De estilo barroco, ya prechurrigueresco, su decoración aumenta en sentido ascendente. Consta de tres grandes partes. Banco, o parte inferior: Con medios relieves de S. Gregorio (izquierda) y S. Ambrosio (derecha). Cuerpo principal: Con tres calles enmarcadas cada una por dos columnas salomónicas. En el centro las esculturas-relicario de S. Cosme y S. Damián con las palmas del martirio y los elementos típicos de la medicina. En los laterales S. Pedro y S. Pablo. Sobre estos últimos dos relieves con la Anunciación y la Visitación. Por último, el ático, o parte superior, en forma de cascarón: En el centro la Asunción, con S. Miguel y S. Rafael a los lados. A la izquierda y derecha los cuatro evangelistas y por encima una multitud de ángeles con instrumentos musicales, rematado todo ello por un arco de medio punto a modo de guirnalda de hojas. Las esculturas del banco y el cuerpo central son obras de Juan de Pobes y Juan de los Helgueros, mientras que las imágenes y relieves angelicales del ático corresponden a Clemente de la Quintana y Martín del Hoyo. La policromía fue aplicada por Álvaro Álvarez de Ruyales. 

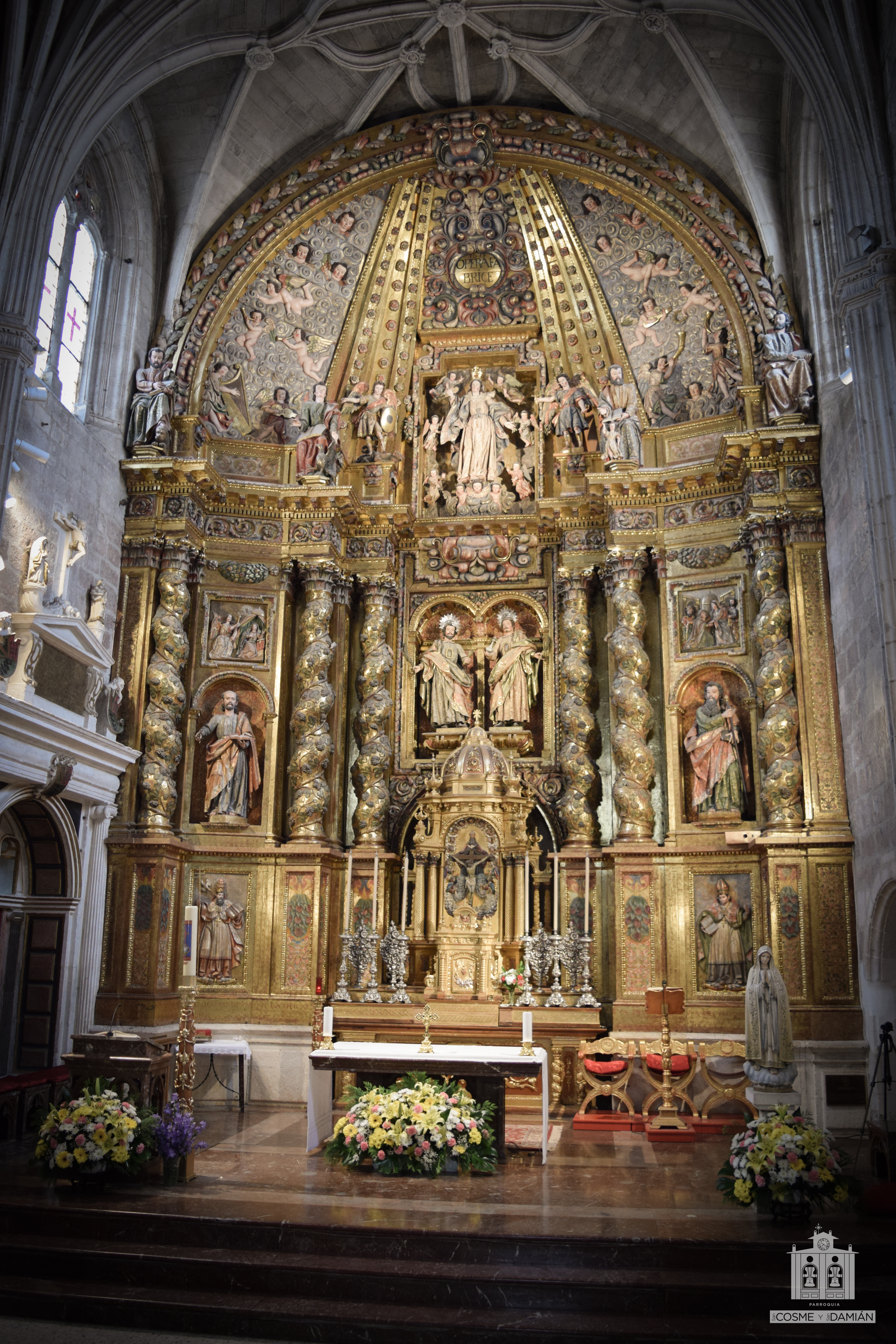
Presbiterio del templo

El retablo mayor se enriquece en la primera mitad del siglo XX (año 1944) con una bella obra de arte singular por su mecanismo interior: el Manifestador. El párroco encarga al artista y feligrés Eulogio Valladolid el diseño y dirección de las obras del nuevo altar, sagrario y expositor. El artista incluye una sorprendente originalidad diseñando un manifestador mecanizado, aun en uso en solemnidades, que permite la apertura del baldaquino en el que quedaría expuesto el Santísimo Sacramento al descender la tabla principal que contiene el relieve de la Santísima Trinidad, así como los otros cuatro paneles laterales. La estructura del manifestador se diseña a modo de templete que se encaja en la hornacina ajustada al retablo del ábside, concediéndole un importante protagonismo en el centro del mismo. La Santísima Trinidad, que ocupa la escena central, muestra al Padre Eterno sosteniendo, con el envío del Espíritu Santo, la entrega del Hijo en la cruz. La obra tuvo un coste de 10 000 pesetas según recogen los libros de fábrica.
En la cabecera de las naves laterales encontramos dos retablos del mismo estilo y época que este: el de la nave del evangelio dedicado a la Inmaculada, y el de la nave de la epístola dedicado a S. José, aunque esta última talla sea posterior al retablo que preside.
Reviste también interés el Retablo de la nave del Evangelio, realizado a finales del siglo xvi en estilo renacentista romanista y en madera dorada y policromada por un maestro desconocido. Se compone de predela, dos cuerpos de cinco calles y un ático de tres talles, generando en total 18 espacios que acogen tallas y relieves narrativos. La mazonería viene presidida por la Virgen del Rosario, a la que flanquean escenas de las vidas de San Juan Bautista y San Isidro, motivos todos ellos del siglo xvii.
El rico patrimonio de esta iglesia lo completan: en la nave del Evangelio, el sepulcro en arcosolio y con bultos orantes del conocido rejero renacentista Cristóbal de Andino, fallecido en 1543, y su esposa Catalina de Frías, monumento funerario trazado por el propio artista, parroquianos de este templo, que vivían en unas huertas cercanas al colegio de San Nicolás (actual IES Cardenal López de Mendoza). Hasta 1957 estuvo emplazado en el presbiterio. Destacan los sepulcros de Juan de Vallejo y su familia, y los de los pintores Cristóbal Fernández, Juan de Castro y Juan Guerra.

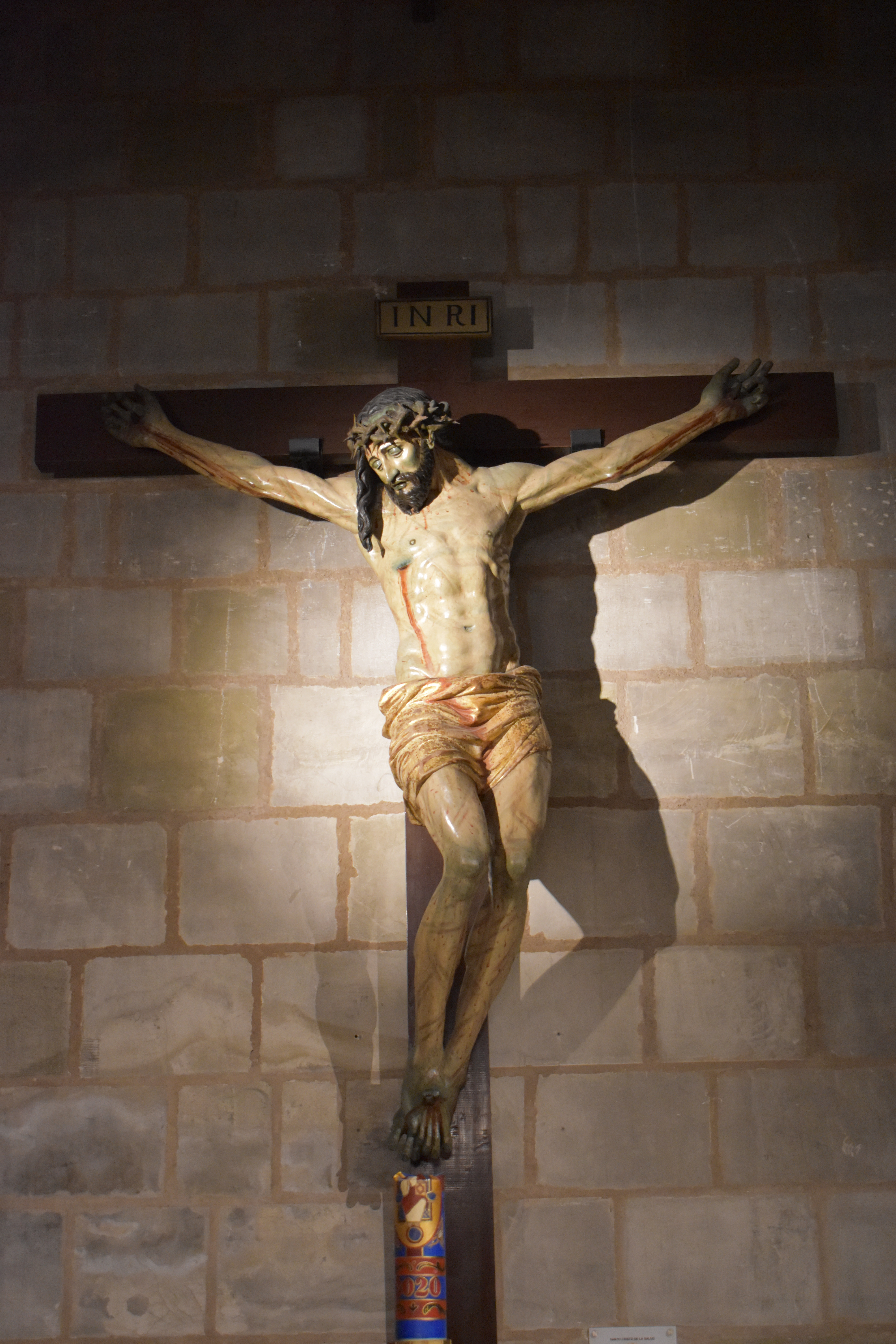
Talla del Cristo de la Salud

A un lado de la nave de la Epístola, una sillería renacentista, procedente de la exclaustrada abadía de San Quirce, probablemente obra del entallador del siglo XVI Juan de Langres, tanto por el carácter y estilo de la sillería, como por las relaciones profesionales que tuvo referido entallador con don Juan Ortega de Velasco, abad de San Quirce, fallecido el 3 de enero de 1555. Fue restaurada durante los años 1944 y 1946 por el citado escultor Eulogio Valladolid.
En esta misma nave, se sitúan dos pequeñas capillas laterales. En la primera - la más cercana a la sillería antes mencionada - encontramos la ilustre y valiosa figura del Cristo de la Salud, del que se desconoce el autor, pero por cuyo estilo y policromía se piensa que fue realizada a finales del siglo XV. Fue procesionada por la Hermandad del Calvario y Santo Entierro durante el siglo XIX. Dado al intenso deterioro de la talla, en el año 2015, la Ilustre Archicofradía, promovió y costeó un importante proceso de restauración. Desde el año 2016, esta imagen es procesionada durante la noche de Viernes de Dolores en la Procesión del Silencio, acompañado por cofrades de todas las cofradías penitenciales burgalesas que, en ese día, cambian su vestimenta habitual por una que simula al hábito franciscano, en recuerdo a la primera cofradía penitencial que se constituyó en Burgos: la Cofradía de la Veracruz. en dicha procesión, se recuerda y se reza por todos los cofrades y burgaleses que han participado en la Semana Santa burgalesa a lo largo de su historia y por los que han fallecido. El investigador Raúl Hernández, sospecha de dos escultores como los posibles autores de la talla: Antonio Hijalde y Diego Guillén.

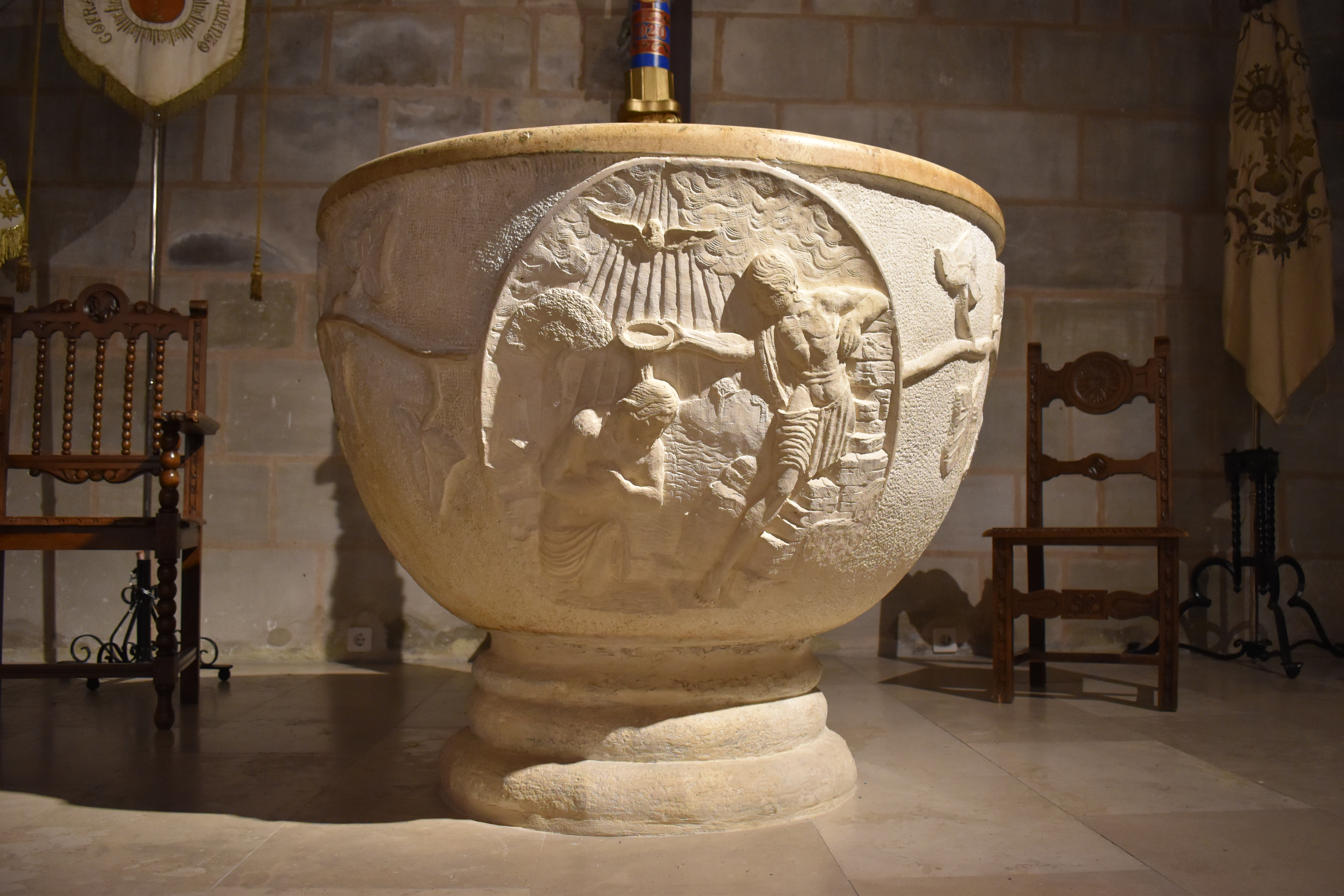
Pila bautismal renacentista.

En esa misma capilla, a los pies del Cristo, vemos una pequeña pila bautismal de estilo renacentista en la que se encuentra un relieve perteneciente a la escena del bautismo de Jesús. A su vez, en el lateral izquierdo de la misma, aparece un pequeño retablo pintado sobre madera del que se desconocen autor y año. Este retablo presenta, entre otras, la escena del Descendimiento de la Cruz y la primera aparición de Jesús a sus discípulos tras su resurrección. En la esquina inferior derecha de la primera de ellas, se puede ver una inscripción que versa "S. MERENC", y que podría informar sobre el autor original.
En la misma nave, bajo hornacina, se encuentra una de las imágenes procesionales más conocidas de la Semana Santa burgalesa. Se trata de la imagen de Jesús con la Cruz a Cuestas o también llamado Cristo Chamarilero. Se trata de la imagen titular de la Ilustre Archicofradía del Santísimo Sacramento y de Jesús con la Cruz a Cuestas. La talla fue realizada en el año 1901 por el imaginero barcelonés Ildefonso Serra en su taller de Zaragoza y desde los años 30 está asignado a esta parroquia. En el año 2004, la cofradía realizó un gran esfuerzo por devolver el esplendor a la talla con una restauración que se alargó todo un año y devolvió a la imagen su belleza original.

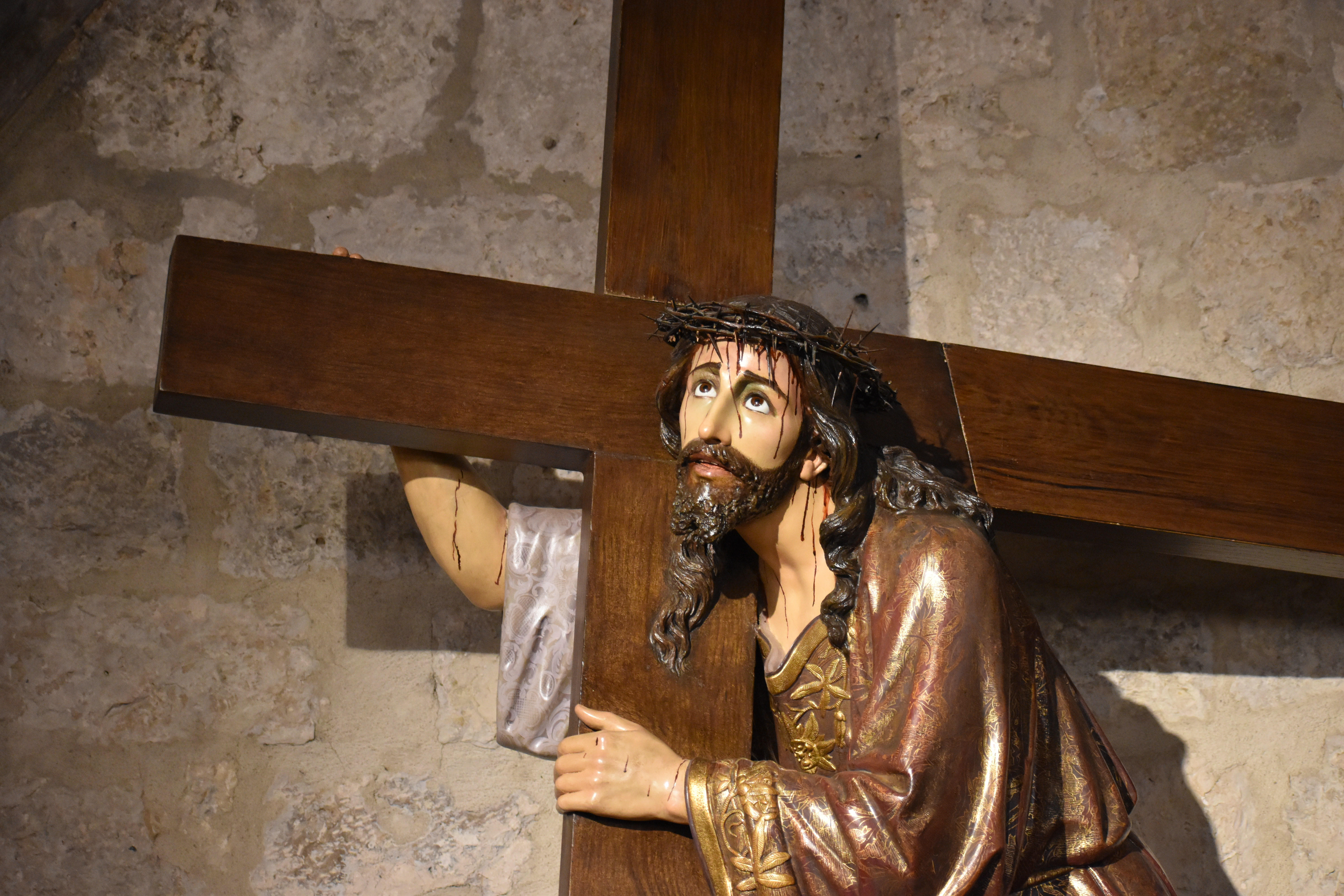
Nuestro Padre Jesús con la Cruz a Cuestas

Actualmente procesiona en la Procesión del Encuentro de la Semana Santa Burgalesa durante el Jueves Santo. Esta procesión está considerada como las más emotiva de la conmemoración de la Pasión en Burgos. En ella, el Chamarilero se encuentra con la imagen de Nuestra Señora de los Dolores en la plaza del Rey San Fernando, dejando una bellísima estampa con la catedral de Burgos como escenario principal. Además, también se procesiona el Viernes Santo junto al resto de imágenes de la Semana Santa burgalesa.
En la Sacristía estuvo expuesta una interesante tabla de la Misa de San Gregorio, pintada por Alonso de Sedano (98 X 76 cm), hoy conservada en Predio de S'Avall, Baleares, colección March. Procede del antiguo retablo mayor, retirado en el siglo XVII por estarse «cayendo a pedaços en tanto grado, que no se puede dezir missa en dicho altar sin notorio peligro del sacerdote que la dijere y de que suceda una desgrazia». También formaba parte de este desaparecido altar la historia del Milagro de la pierna de San Cosme y San Damián (169 X 133 cm), la cual está ahora en el Instituto "Wellcome", de Londres.
De esta parroquia procede un tríptico del siglo XVI del artista flamenco Ambrosius Benson. Representa el Calvario (97 X 102 cm) y en la actualidad se exhibe en el Museo del Retablo de la capital burgalesa. Importante también lo es la tabla del Ecce Homo, esta sí conservada en la parroquia, de la escuela de Jan Mostaert.
La parroquia de San Cosme y San Damián es la sede de la Ilustre Archicofradía del Santísimo Sacramento y de Jesús con la Cruz a Cuestas. En los primeros años del siglo xxi fueron restaurados el Retablo Mayor y el de la nave del Evangelio por la Fundación del Patrimonio Histórico de Castilla y León, que realizó una inversión de 142 920,69 €.

## Galería de imágenes

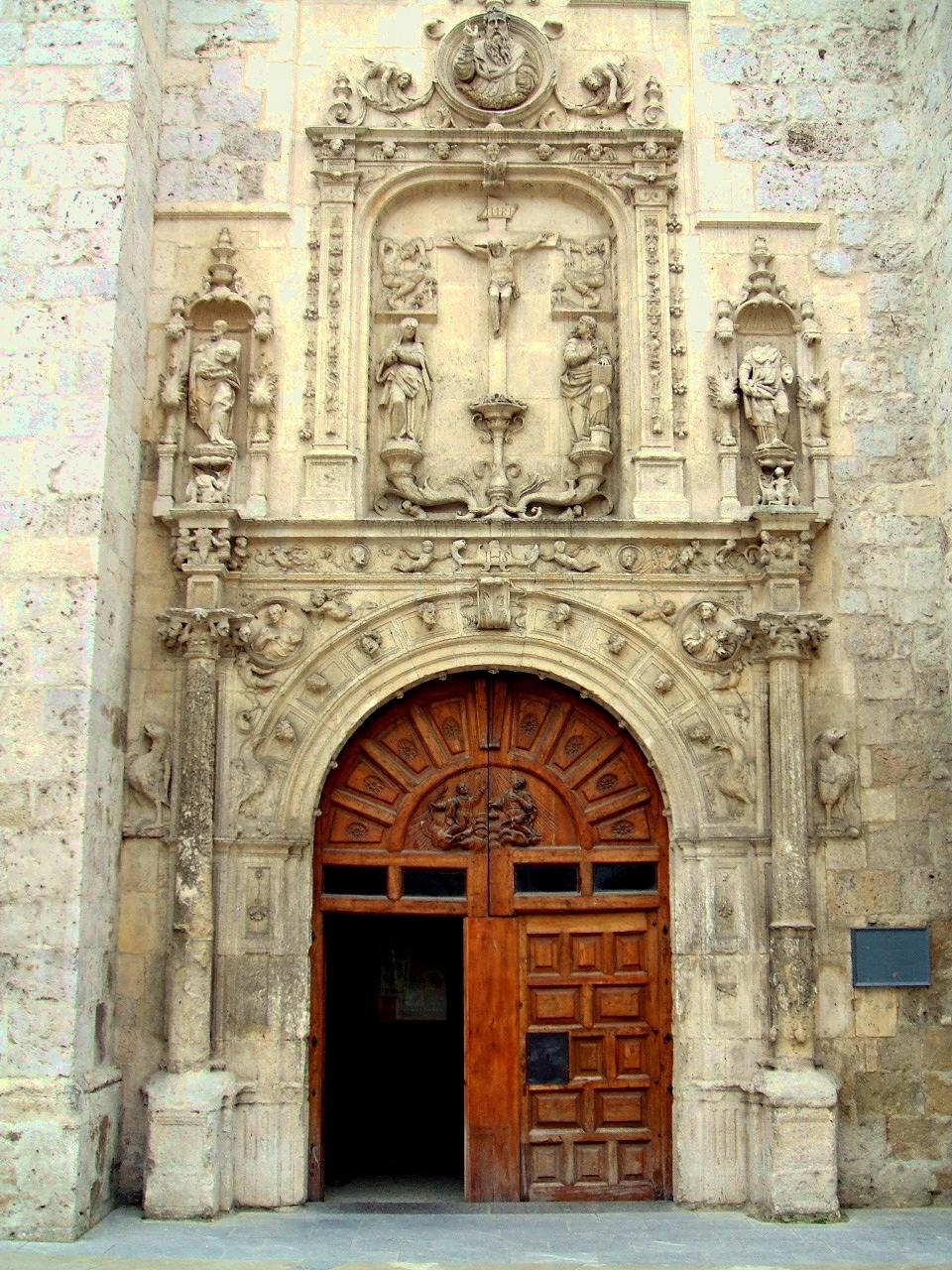
Portada renacentista
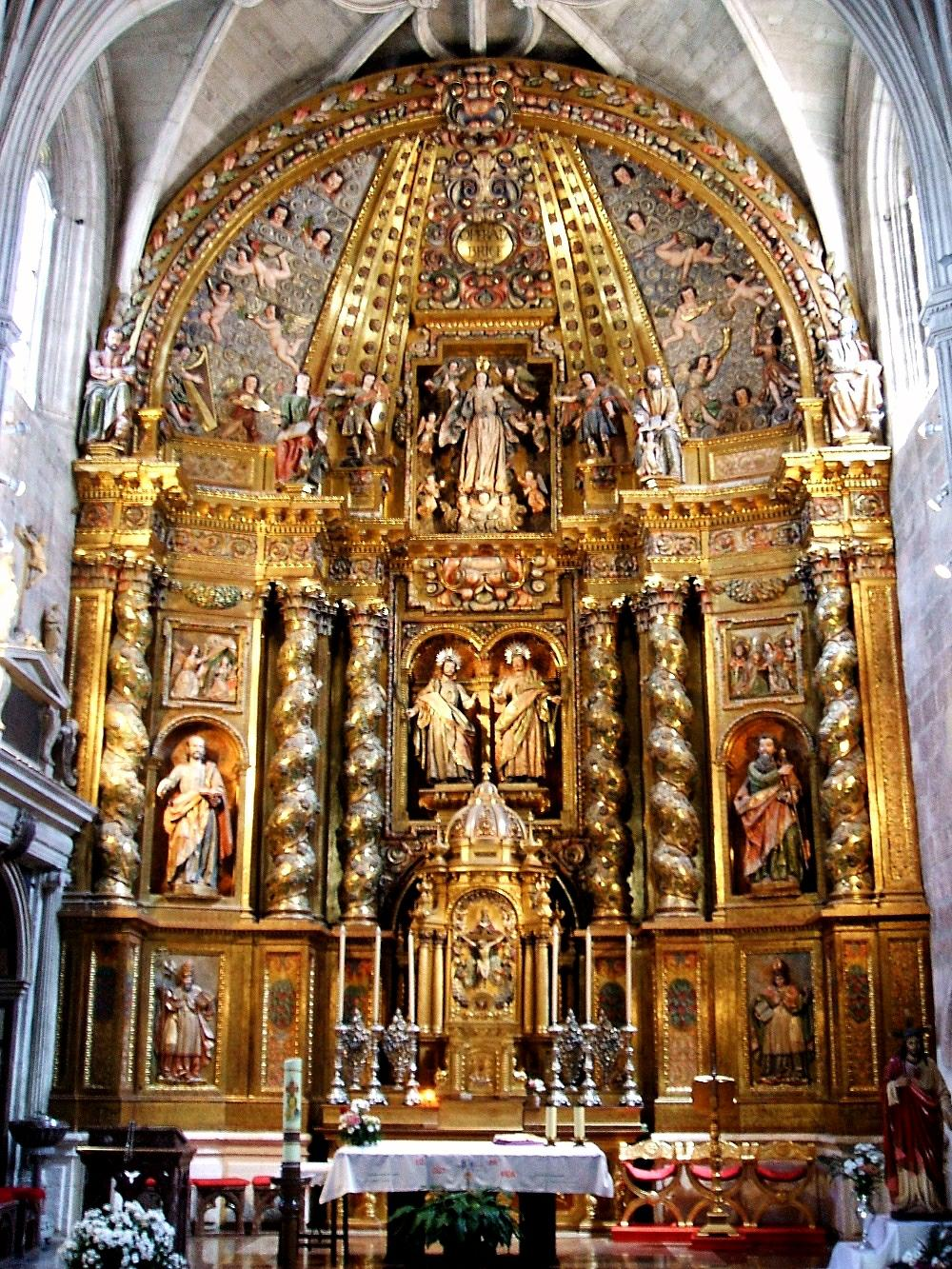
Retablo mayor barroco
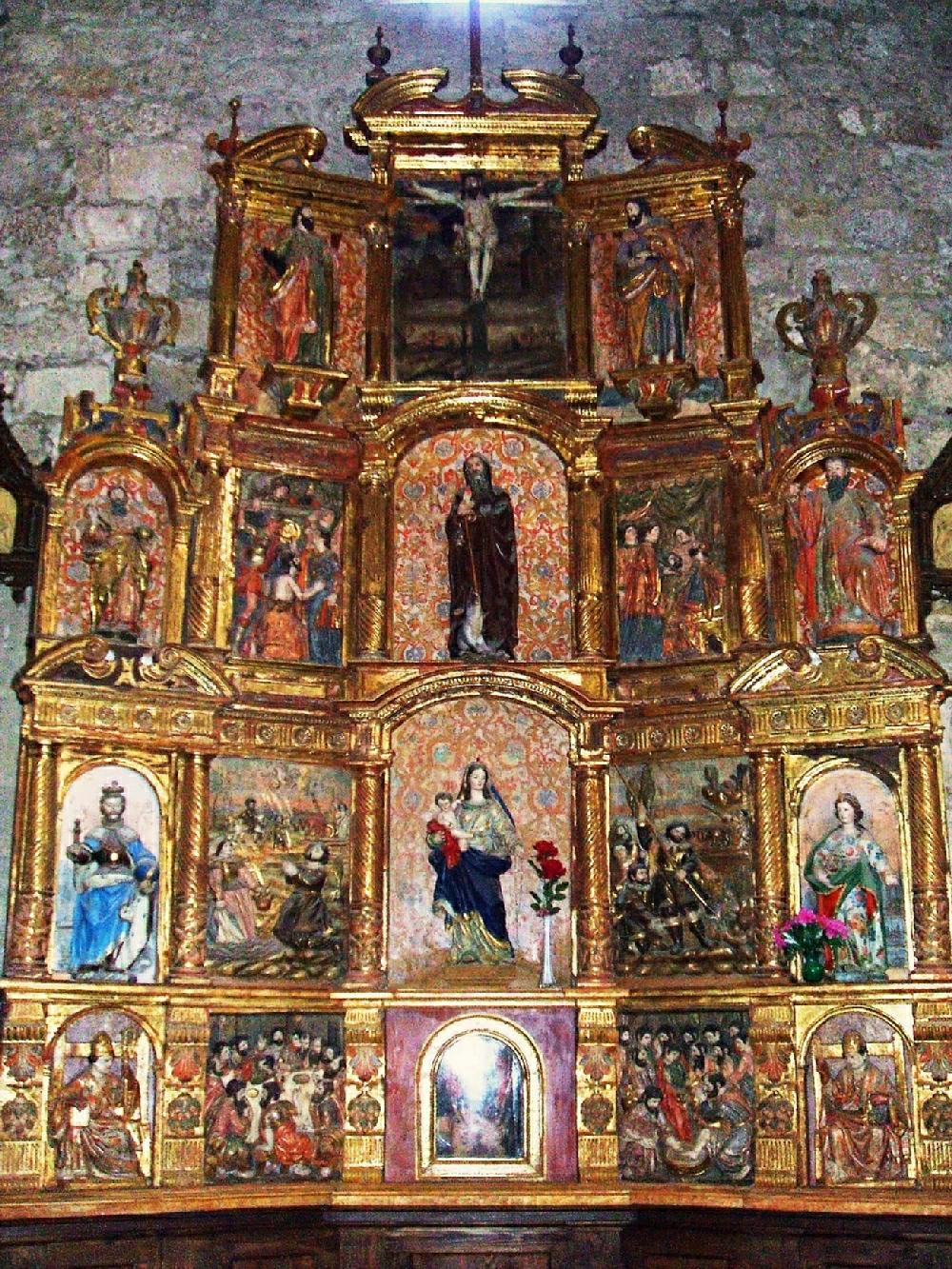
Retablo renacentista de la nave del Evangelio
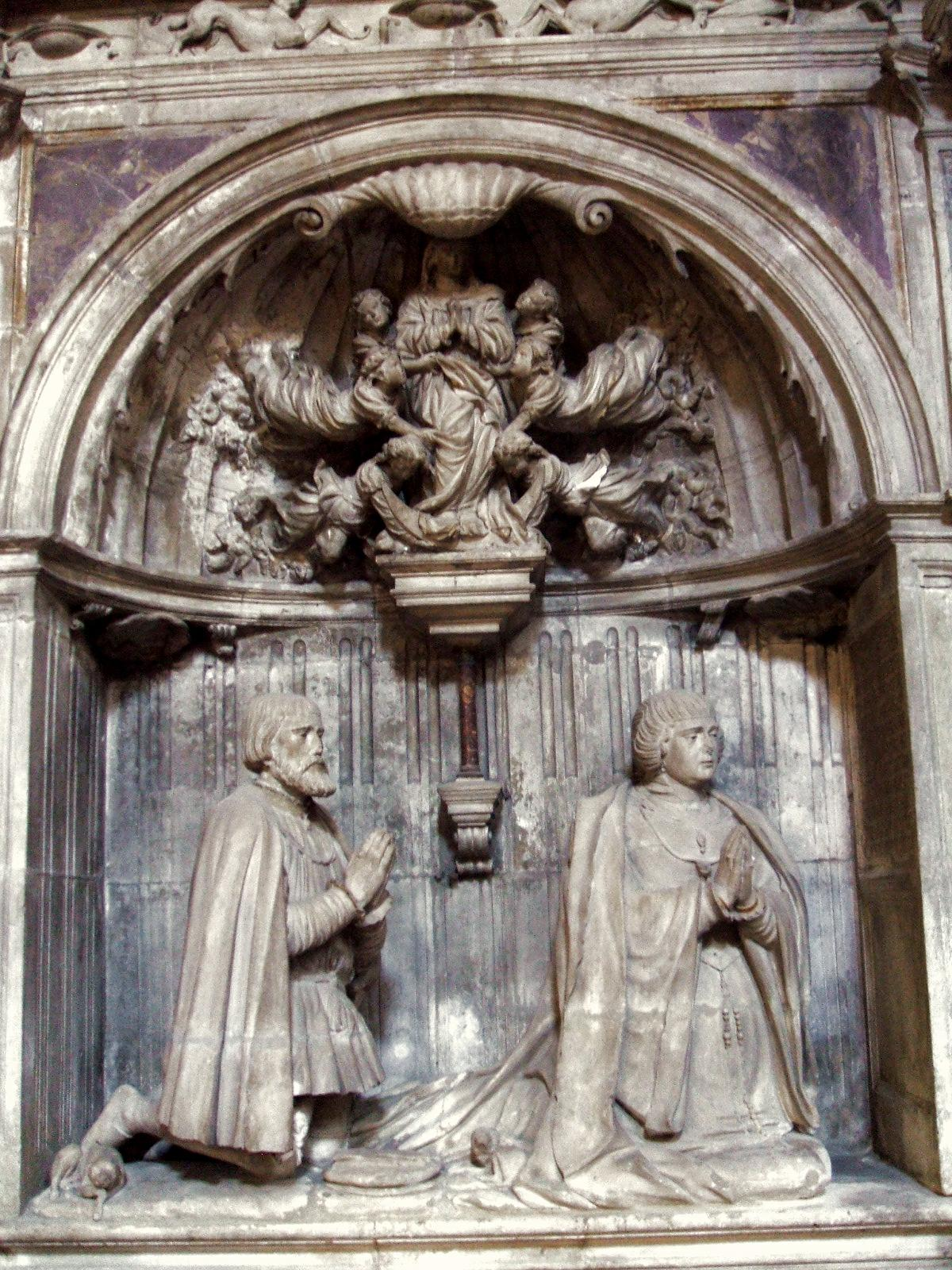
Sepulcro de Cristóbal de Andino y Catalina de Frías
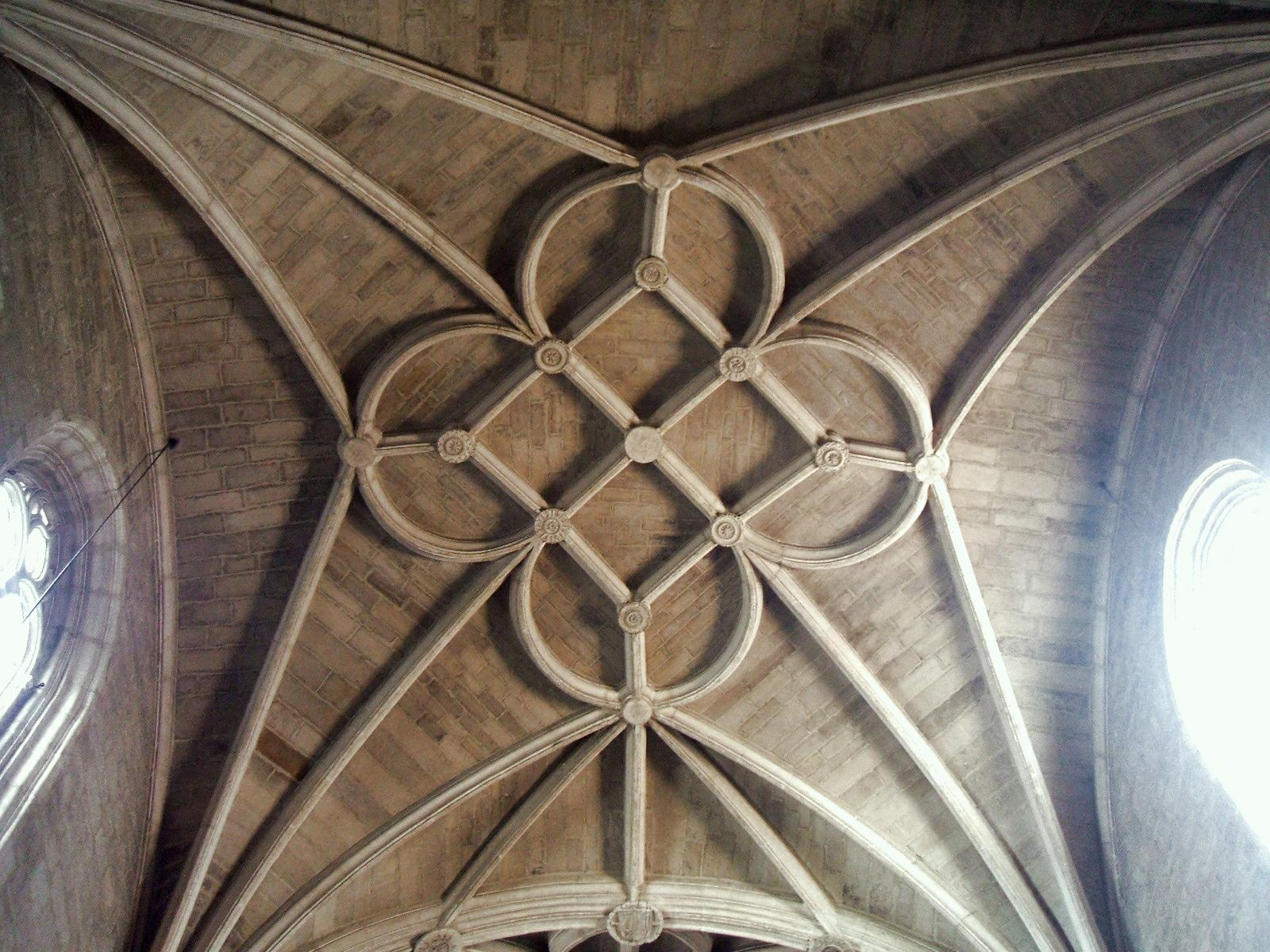
Bóveda tardogótica de la cabecera
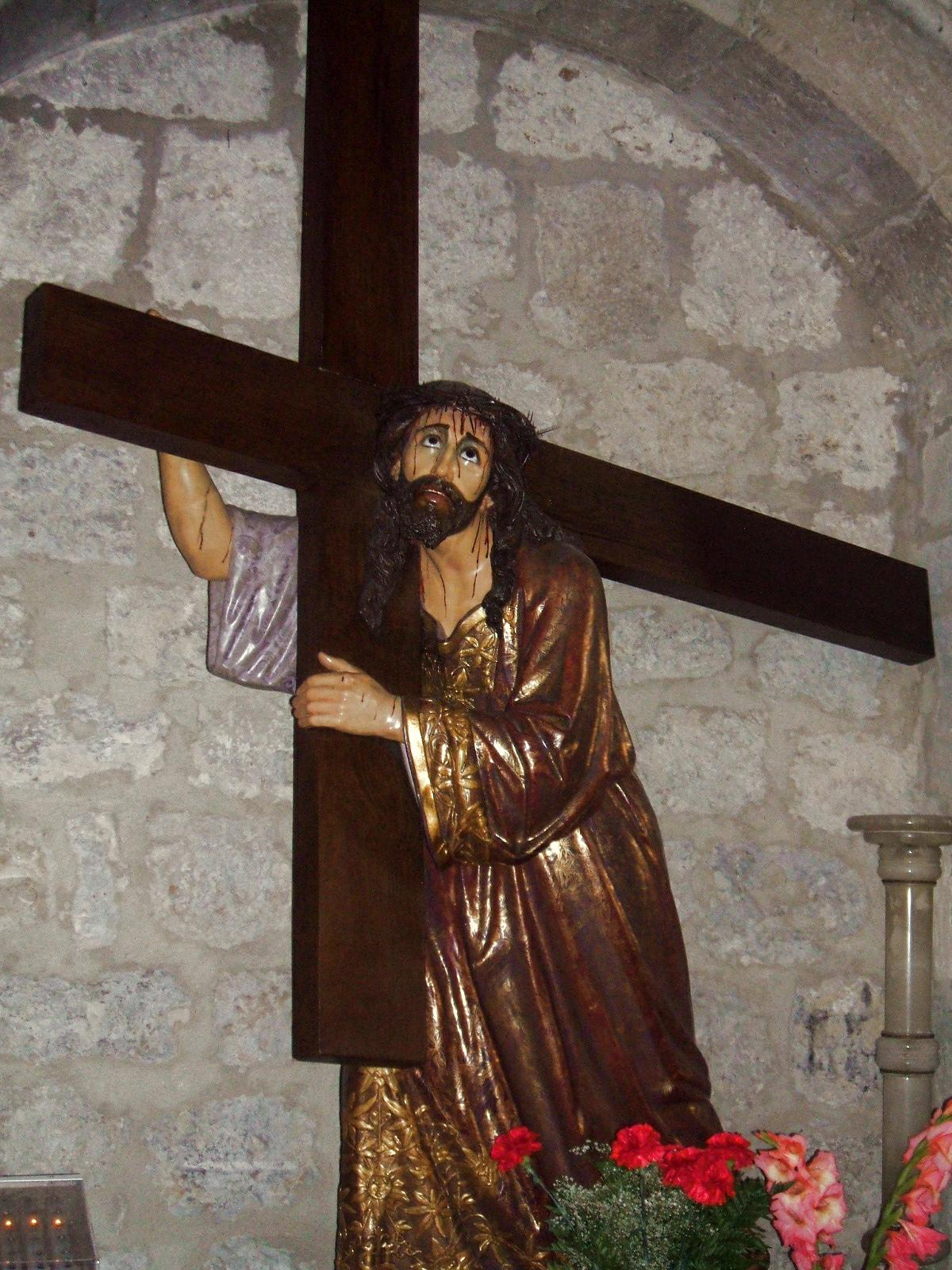
Nuestro Padre Jesús con la Cruz a Cuestas
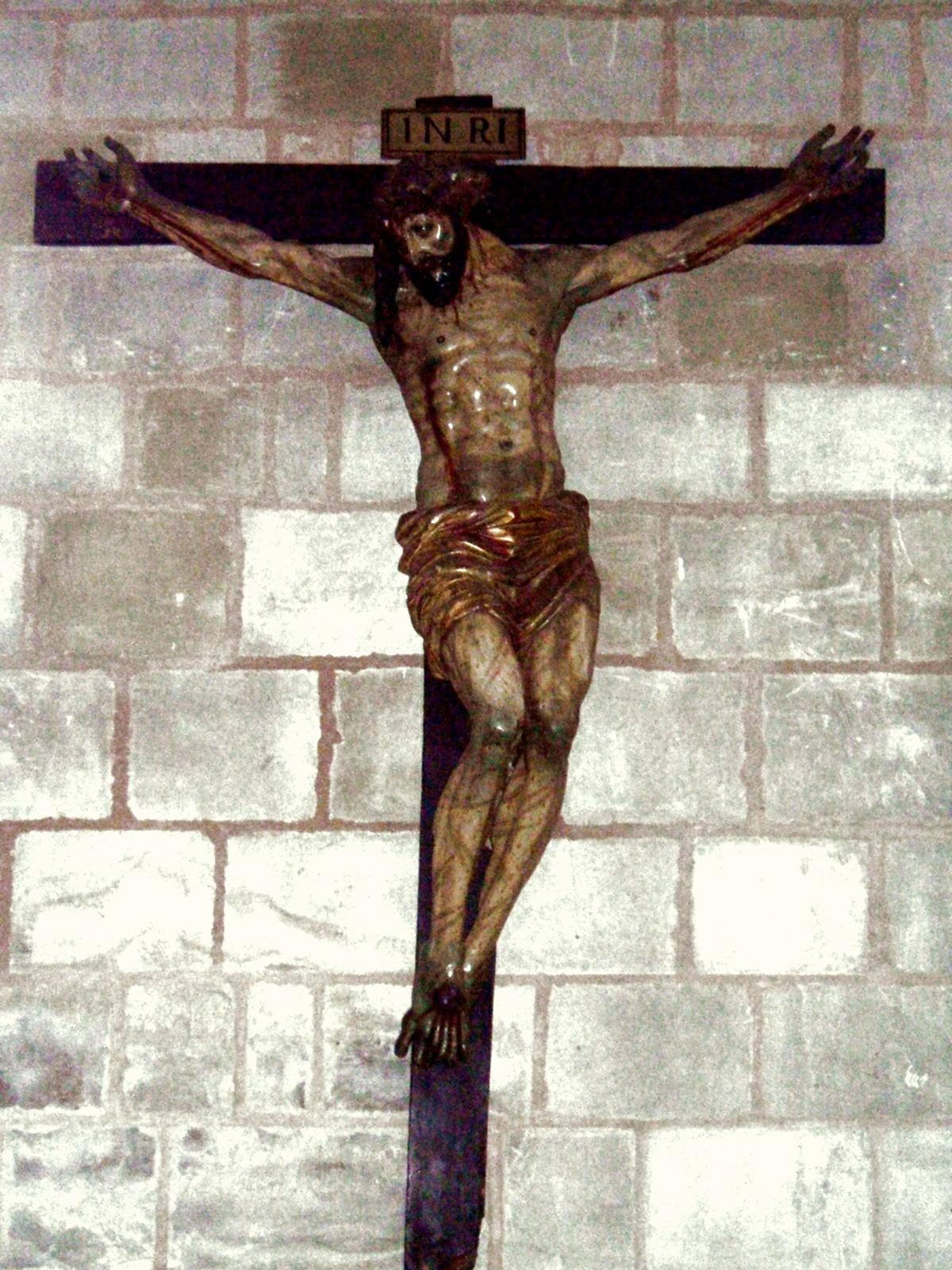
Santo Cristo de la Salud